# EPA通信
EPA通信（イーピーエー - 、英: european pressphoto agency）は、ドイツのフランクフルトに本部を置く世界有数の報道写真通信社。
2003年、アフリカ、中東、アジア、南米など世界規模のネットワークを構築、グローバルなサービスを開始。他社とは一線を画す視点、ユニークな写真スタイルをモットーとする。
世界各地に400人以上の写真家を有し、事件、政治、スポーツ、ビジネス、金融、アート、文化、エンターテイメントなどの写真を提供している。
撮影された写真は、24時間体制でドイツ・フランクフルトの編集部から各国の顧客およびメンバー機関へと配信される。
日本においては、時事通信社と提携、同社を通じて写真を配信している。

## 業務
一日に約2,000枚の写真を配信。
epa の写真配信サービスは、ニーズに従い、衛星、FTP、もしくはweb経由にて顧客のもとへ届けられる。

## epa アーカイブ
epaフォト・アーカイブは1997年から現在までの写真約300万点を保有し、その大部分がネット上「epa webgate」からアクセス可能。

## 歴史
1985年、当時主流であったアングロサクソン系のフォト・サービスに取って代わるサービスを作る目的で、西ヨーロッパ7か国の主要通信社によって共同設立される。
設立メンバーは以下の通り。
AFP通信（フランス）、ANP通信（オランダ）、ANOP（現Lusa通信、ポルトガル）、ANSA通信（イタリア）、belga通信（ベルギー）、dpaドイツ通信（ドイツ）、EFEスペイン通信（スペイン）
当初、国際的に展開するAFP通信に加え、それぞれの国で国内サービスを展開するメンバー間で写真を共有することが目的であったが、東ヨーロッパの市場開放に伴い、独立機関としての色を強める。東欧市場の開放と旧ユーゴスラビア紛争を機に、epa専属の写真家の雇用をスタートする。

### 世界進出
スイスのKEYSTONE（1985年）、オーストリアのAPA（1986年）、フィンランドのLehtikuva（1987年）、これら3社が新たに加盟することによって、1995年までに10社がepaのメンバーとなる。さらにスウェーデンのPressensbild（1997年）、ノルウェーのScanfoto（後のScanpixノルウェー）、デンマークのNordfoto（後のScanpixデンマーク）が1999年に加盟、2001年にはポーランドのpapが加盟した。
2003年初旬、AFPの社内再編成とepaからの脱退の後、世界市場へと進出。同年、Lehtikuva、Scanpix デンマークおよびノルウェー、Pressensbildが資本提供を中止するも、Scanpixノルウェー・スウェーデン・デンマークは「Scanpixスカンジナビア」として協力体制を続けていくこととなる。
その後、ギリシャANA（現ANA-MPA）が2004年資本提供社としてepaに加盟、2005年にはハンガリーのmtiが加盟した。
今日、それぞれの国を代表する通信社である9社がメンバー機関および資本提供社として加盟している。
- ギリシャ：Athens News Agency – Macedonian Press Agency (ANA-MPA)
- オランダ：Algemeen Nederlands Persbureau (ANP)
- イタリア：Agenzia Nazionale Stampa Associata (ANSA)
- オーストリア：Austria Presse Agentur (APA)
- スペイン：Agencia EFE
- スイス：KEYSTONE
- ポルトガル：Lusa – Agência de Notícias de Portugal
- ハンガリー：Magyar Távirati Iroda (mti)
- ポーランド：Polska Agencja Prasowa (pap)

## 競合他社
主な競合他社は、AP通信、ロイター通信、およびAFP通信/Getty Imagesがあげられる。